# Lope de Aguirre, Fürst der Freiheit
Lope de Aguirre, Fürst der Freiheit (span. Lope de Aguirre, príncipe de la libertad)  ist ein Roman des venezolanischen Schriftstellers Miguel Otero Silva, der 1979 im Verlag Seix Barral in Barcelona erschien.

## Überblick
Otero Silva schreibt gegen 180 vorliegende Arbeiten über den Nachkommen baskischer Adliger Lope de Aguirre (* 1511; † 1561) an. Fast alle der überaus zahlreichen Autoren können ihre „unversöhnliche Abneigung“ gegen den spanischen Rebellen nicht verhehlen. Zwar zeichnet auch Otero Silva die breite Blutspur, die der „grausame Tyrann“ Lope de Aguirre auf seinem Wege durch Peru, Amazonien und Venezuela hinterlässt, getreulich nach. Doch der Autor gibt dem „blutrünstigen Henker“ – hässlich von Angesicht – noch ein zweites Gesicht. Lope de Aguirre schart ein „furchtloses Befreiungsheer“ vom König enttäuschter Spanier um sich, das die Sklaven des Vizekönigs von Peru befreien will. Der Fürst der Freiheit, wie sich Lope de Aguirre nennt, scheitert, weil es ihm ebenso ergeht wie seinem Vorgängern Gonzalo Pizarro, Sebastián de Castilla und Francisco Hernández Girón. Teilnehmer der Erhebung fallen nach dem ersten Fehlschlag von ihrem Caudillo ab, weil ihnen vom Gegner Begnadigung versprochen wurde. Lope de Aguirre wird auf dem Wege nach Peru in Venezuela von einem der eigenen Leute erschossen.

## Inhalt

### Soldat
Als der jugendliche Lope de Aguirre in der Heimatstadt Oñate von seinem Freund Antón Llamoso Zwerg geschimpft wurde, endet die darauffolgende Auseinandersetzung in einer Rauferei, in der sich Lope de Aguirre behauptet. Lopes Vater stirbt. „Geh nach Indien!“ rät der Pate dem Jungen. Im fernen Sevilla erlernt Lope de Aguirre, der eigentlich nur Pferde zureiten kann, den Umgang mit Schwert, Dolch, Armbrust und Degen. Für einen Transfer in die Neue Welt bewirbt sich Lope de Aguirre allerdings als Landarbeiter. Soldaten sind nicht gefragt. Am 12. Mai 1534 sticht die San Antonio mit dem 22-jährigen Lope de Aguirre an Bord von Sanlúcar de Barrameda aus in See.
Bis 1536 ficht Lope in der Neuen Welt für die spanische Krone. In jenem Jahr kommt der Regidor Lope de Aguirre nach Cuzco, gibt sein Konquistadorenleben auf und bekommt mit der in Lambayeque geborenen Einheimischen Cruspa die Tochter Elvira. Seine Treue zum König – Lope bekennt sich zum Vizekönig Blasco Núñez – kommt ihm teuer zu stehen. Lope muss Frau und Kind in Cuzco zurücklassen. Er flieht nach Panama und kann erst nach vier Jahren zurückkehren. Lope zieht fortan als Händler durchs Land. Francisco Esquivel, der Alcalde von Potosí, straft den kleinwüchsigen, missgestalteten Händler mit zweihundert Peitschenhieben ab, weil dieser Indianer als Lastenträger überbeansprucht. Der Edelmann Lope de Aguirre verfolgt den Alcalde vierzig Monate lang von einem Ort zum andern und erdolcht den Todfeind schließlich in dessen Cuzcoer Bibliothek. Dem Mörder eines Alcalde droht im Vizekönigreich Peru die Todesstrafe. Lope de Aguirre nimmt notgedrungen das Amnestieangebot von Marschall Alvarado an. In der Schlacht von Chuquinga wird Lope am Bein schwer verwundet, von Chirurgen zusammengeflickt und hinkt seither.
Cruspa stirbt klaglos an Wechselfieber. Vizekönig Marqués von Cañete  schickt spanische Soldaten unter General Pedro de Ursúa nach Amazonien. Das Goldland der Omagua soll erobert werden. Der General wird von seiner Geliebten, der schönen Mestizin Inés de Atienza, einer Witwe, begleitet. Sergeant Lope de Aguirre nimmt seine Tochter Elvira mit auf die Reise.

### Verräter
In der Eingeborenensiedlung Santa Cruz de Capocóvar bauen die Expeditionsteilnehmer Brigantinen für die Fahrt zu den Omagua. Derweil bleibt General de Ursúa ganze achtzehn Monate weg. Er will Soldaten und Geld beschaffen. Nachdem der General endlich zurückgekehrt ist, verläuft die Flussfahrt der dreihundert spanischen Soldaten, drei Mönche, achtzehn Frauen, vierundzwanzig Neger, sechshundert Indianer und Indianerinnen sowie siebenundzwanzig Pferde über den Ucayali in den Amazonenstrom. Der Sergeant Lope nennt den Strom Marañón. Die ihm ergebenen Soldaten werden „seine Marañónen“.
Lope de Aguirre hat dem spanischen König vierundzwanzig Jahre treu gedient und will weder Reichtümer aufhäufen noch Indianer bekehren, sondern Ruhm. In der Region Manicuri geht die letzte Brigantine unter. Die Fahrt wird auf Einbäumen, Kähnen und Flößen fortgesetzt. Nach neun Hungertagen können sich die Expeditionsteilnehmer im Gebiet Machifaro mit dem Fleisch von Riesenschildkröten sattessen.
Lope de Aguirre glaubt längst nicht mehr an das Goldland der Omagua. Er will den Gouverneur de Ursúa sowie dessen Busenfreunde töten und Don Fernando Guzmán, einen Ritter und Edelmann aus Sevilla, zum Anführer erheben. Denn – so Lope – der Vizekönig von Peru habe ihn und andere unbotmäßige Soldaten in den Urwald geschickt, weil er sie loswerden möchte. Elf Verschwörer bringen Anfang 1561 in Mocomoco im Gebiet Machifaro den Gouverneur um. Guzmán wird von den Verschwörern zum General ernannt. Die Verschwörer lassen den König hochleben. Lope wird zum Feldzeugmeister ernannt und widerspricht dem Hochruf. Er nennt sich einen Verräter, weil die Tötung eines Gouverneurs des Königs eine Majestätsbeleidigung ist. Lope will nach Peru zurückkehren und das Land von Spanien lösen; also Peru zu einer freien Nation machen. Lope unterbreitet Guzmán diesen seinen Plan einer Rebellion gegen den Vizekönig und gegen Philipp II.: Mit zwei neu gezimmerten Brigantinen soll über das Meer Margarita und darauf Nombre de Dios erobert werden. Darauf ist die entscheidende Schlacht in Panama zu schlagen. Zuletzt soll ein mächtiges Heer Peru und Chile befreien. Lope hofft auf den Zulauf entlaufener Negersklaven. Als Schlachtruf hat Lope „Tod dem König von Spanien!“ parat.
Guzmán wendet sich von Lope ab. Lopes Marañónen erschießen Guzmán und rufen Lope de Aguirre zu ihrem General und Caudillo aus. Die Dörfer am Marañón, von denen aus die Rebellen und Schiffbauer in Richtung Margarita aufbrechen, bekommen die Namen Matanza und Las Jarcias. Der zu neuen Ufern strebende Lope nennt sich einen Pilger.

### Pilger
Am 20. Juli 1561 erreichen die Marañónen Margarita und entreißen dem dortigen Vizegouverneur Juan Sarmiento de Villandrando für vierzig Tage die Herrschaft. Lope lässt fünfundzwanzig Inselbewohner umbringen. Doch einem Auditor gelingt die Flucht nach Cabo de la Vela. Er gibt Nachricht nach Santa Marta, Cartagena und Nombre de Dios. Ein zweiter Flüchtling gibt auf Puerto Rico, Jamaica und Kuba Bescheid.
Lope ändert seinen Plan und nimmt den Weg übers Festland. Nach zwei Tagen Fahrt landet er in Borburata, lässt seine Schiffe verbrennen und marschiert nach Nuestra Señora de la Concepción. Hinter Valencia und Valle de Chirua trifft Lope in Barquisimeto am 22. Oktober 1561 auf den Gegner. Das sind die Streitkräfte Pablo Collados, des Gouverneurs von Venezuela. Als einer von Lopes Hauptleuten – Diego de Tirado – zum Gegner überläuft, ahnt Lope, bald wird sein letztes Stündlein schlagen. Bevor ihn einer der eigenen Marañónen – ein gewisser Cristobal Galindo – erschießt, ersticht Lope seine Tochter Elvira und ruft: „Hoch lebe Lope de Aguirre, Rebell bis in den Tod, Fürst der Freiheit!“

## Selbstzeugnis
„Wichtig ist die Authentizität … Ich bin … ein Schriftsteller mit lateinamerikanischer … Ausbildung.“

## Form
Der Roman ist heterogen geformt. Mitunter tritt der Ich-Erzähler Lope de Aguirre auf – zum Beispiel im Kapitel auf S. 184 bis 195 der verwendeten Ausgabe. Meistens aber kommt ein ziemlich allwissender anonymer Erzähler zu Wort. Wenn die Spannung steigt, bevorzugt Otero Silva die dramatische Form – startet also kleine Szenen – zum Beispiel auf den Seiten 53, 145 und 295 der verwendeten Ausgabe.
Bedeutsame Fakten werden mehrfach wiederholt. Zum Beispiel nennt Otero Silva an drei Stellen Lope de Aguirres ebenfalls gescheiterte rebellische Vorgänger Pizarro, Castilla und Giron.
Der Roman bietet lediglich Ausschnitte aus Lope de Aguirres Lebensweg. Weiteren Überblick zu Lope de Aguirres Wirken für die spanische Krone liefert ein in den Roman eingelegter Brief Lope de Aguirres an Karl V. aus dem Jahr 1550 auf den Seiten 35 bis 48 in der verwendeten Ausgabe. Demnach erscheint Lope de Aguirres Verschwörung gegen den König als Antwort auf die Missetaten der Vizekönige Seiner Majestät in der Neuen Welt.
Die Faktenfülle und das mit der Zeit beinahe unerträgliche Waten im Blut der Opfer des Massenmörders Lope de Aguirre lockert Otero Silva, sobald es gar zu hoch hergeht, nach Möglichkeit auf. Zum Beispiel als Lope de Aguirre seinen Feldzugsplan gegen die spanische Krone Guzmán unterbreitet, wird zunächst das großartige, tief humane Befreiungsprojekt der versklavten indianischen Völker durchaus ernstgemeint vorgetragen. Im selben Atemzug bedient sich Otero Silva aber des Formelements Komik, wenn er den Größenwahn Lope de Aguirres zur Sprache bringt.
Romanpersonal ist mehr als ausreichend vorhanden. Die Geschichte der meisten dieser lediglich genannten Personen wurde nicht erzählerisch herausgearbeitet. Mehr noch – in solcher Figurenflut geht die gelegentlich sparsam eingestreute Geschichte relevanter Nebenpersonen unter. Gemeint sind Antón Llamoso, Inés de Atienza und Elvira. Warum ermordet Lope de Aguirre in aussichtsloser militärischer Lage die geliebte Tochter Elvira? Antwort muss der Leser selbst finden. Lope de Aguirres Jugendfreund Antón Llamoso ist zum Marañónen-Hauptmann aufgestiegen und steht bis zum bitteren Ende treu an Lopes Seite. Dieser „Henkersknecht“ mordet auf Geheiß seines Herrn die schöne Inés de Atienza. Letztere Mestizin ist die Tochter des Hauptmanns Blas de Atienza. Dieser diente unter Vasco Núñez de Balboa.
Die oben gewählten Untertitelungen Soldat, Verräter und Pilger stehen in den Überschriften des dreigeteilten Romans. Otero Silva hat sie seinem Erzähler Lope de Aguirre in den Mund gelegt. Letzterer unterschreibt seinen Brief an Karl V. anno 1550 mit „Lope de Aguirre der Soldat“. Nach der Ermordung Pedro de Ursúas Anfang 1561 unterschreibt Lope einen weiteren Brief an den König mit „Lope de Aguirre, Verräter“. Und als Lope Kurs auf Margarita nimmt, ruft er: „Ich bin Lope de Aguirre der Pilger!“

## Rezeption
Claus Hammel schrieb im Nachwort zur deutschen Übersetzung, Otero Silva sei alles andere als ein Dilettant, er parodiere in seinem Text auf hintersinnige Art romanfremde Genres wie die „pathetische Theaterszene“ und spiele kunstreich auf dieser oder jene „Kollegenmarotte“ an.

## Textausgaben
Verwendete Ausgabe
- Lope de Aguirre, Fürst der Freiheit. Roman. Deutsch von Wilhelm Plackmeyer. Mit einem Nachwort von Claus Hammel. Aufbau-Verlag, Berlin 1981 (1. Aufl.), 326 Seiten, ohne ISBN